# Alpheton
Alpheton är en by (village) och en civil parish i Babergh, Suffolk i sydöstra England, Orten har 242 invånare. Den har en kyrka.